# Inscription de Lomarec
L'inscription de Lomarec est un texte épigraphique gravé à l'intérieur d'un sarcophage trapézoïdal en pierre. Celui-ci est situé dans la chapelle Saint-André-de-Lomarec à Crach, et pourrait dater du VIe siècle. Il s'agirait d' une inscription en langue bretonne parmi les plus anciennes.

## Description
Cette inscription est en lettres capitales romaines. Un chrisme y est visible. Des études menées en 2000 ont démontré la présence de ponctuations entre les lettres I, N, R et I (suivi lui-même par un point).
Ce qui donne : IRHAEMA * I.N.R.I.

## Hypothèses de Signification
L'inscription est parfois lue comme : « IRHA EMA IN RI » (« ICI GÎT LE ROI »). Les défenseurs de cette théorie y voit la sépulture du roi breton Waroch.
Cette thèse est remise en question en 2000 par les travaux de Wendy Davies, James Graham-Campbell, Mark Handley, Paul Kershaw, John T. Koch, et Gwenaël Le Duc. 
Le collectif de chercheurs y met en évidence la présence de points entre les lettres I, N, R et I. Cette partie de l'inscription correspondrait à l'acronyme de l'expression latine « Iesvs Nazarenvs, Rex Ivdæorvm » (« Jésus le Nazaréen, roi des Juifs »). L'hypothèse la plus probable dans ce cas de figure est donc une bénédiction ou une recommandation à Dieu pour le défunt (à la suite du chrisme) .

## Sources
- Léon Fleuriot, « L'inscription du sarcophage de Lomarec », Annales de Bretagne et des pays de l'Ouest, vol. 77, no 4,‎ 1970, p. 637-653 (lire en ligne, consulté le 26 octobre 2016)
- Gildas Bernier, « Inscription du sarcophage de la Chapelle Saint-André (village de Lomarec, commune de Crach) », Annales de Bretagne et des pays de l'Ouest, vol. 77, no 4,‎ 1970, p. 633-636 (lire en ligne, consulté le 26 octobre 2016)
- Davies Wendy, James Graham-Campbell, Mark Handley, Paul Kershaw, John T. Koch, and Gwenaël Le Duc (eds), The inscriptions of early medieval Brittany / Les inscriptions de la Bretagne du Haut Moyen Âge, Oakville, Connecticut, Celtic Studies Publications, 31 décembre 2000, 339 p.   (ISBN 978-1891271052)